# Benetton B195
Benetton B195 – samochód Formuły 1 zespołu Benetton, zaprojektowany przez Rossa Brawna i Rory’ego Byrne’a. Model ten ścigał się w sezonie 1995, a zespół Benetton zdołał nim wywalczyć mistrzostwo kierowców (Michael Schumacher) i mistrzostwo konstruktorów.
Model ten opierał się na poprzedniku - B194 – ale z uwagi na zastosowanie nowego silnika (Ford ECA Zetec-R zostały zastąpione przez takie, jak używane w Williamsie silniki Renault RS7) należało przeprojektować umieszczenie silnika, skrzyni biegów i tylne zawieszenie. Model B195 nie był tak stabilny jak konkurencyjny Williams FW17 i przez wielu ekspertów był postrzegany jako gorszy od samochodu Williamsa.
Samochód został zaprojektowany z myślą o nałożonych przez FIA ograniczeniach, obejmujących m.in. mniejsze skrzydła, lepszą ochronę w razie wypadku i zmniejszenie pojemności silnika z 3,5 do 3 litrów.
Pierwszy wyścig sezonu, o Grand Prix Brazylii, wygrał Schumacher, ale początkowo został zdyskwalifikowany za nieprawidłowości związane z paliwem. Zwycięstwo zostało jednak Niemcowi przywrócone, mimo to Benetton nie zdobył punktów do klasyfikacji konstruktorów. Podobnie jak w sezonie 1994, głównym rywalem Schumachera był Damon Hill; pomiędzy tymi kierowcami dochodziło do spięć i kilku niebezpiecznych incydentów, jak w wyścigach o Grand Prix Wielkiej Brytanii, Belgii, Włoch czy Pacyfiku. Ostatecznie Schumacher łatwo obronił tytuł, wygrywając 9 wyścigów. Zespołowy kolega Schumachera, Johnny Herbert, wygrał dwa wyścigi, a Benetton po raz pierwszy w historii zdobył tytuł mistrza świata Formuły 1 w klasyfikacji konstruktorów.

## Wyniki
| Legenda oznaczeń w tabelach wyników Wyświetl szablon na nowej stronie | Legenda oznaczeń w tabelach wyników Wyświetl szablon na nowej stronie                                                                     |
| Oznaczenie                                                            | Wyjaśnienie |
| --------------------------------------------------------------------- | --- |
| Złoty                                                                 | Zwycięzca lub mistrzostwo |
| Srebrny                                                               | 2. miejsce lub wicemistrzostwo |
| Brązowy                                                               | 3. miejsce lub II wicemistrzostwo |
| Zielony                                                               | Ukończył, punktował (w klasyfikacji generalnej, gdy zdobył co najmniej jeden punkt na przestrzeni sezonu, poza trzema powyższymi opcjami) |
| Niebieski                                                             | Ukończył, nie punktował (w klasyfikacji generalnej, gdy nie zdobył co najmniej jednego punktu na przestrzeni sezonu)                      |
| Czerwony                                                              | Nie zakwalifikował się (NZ) |
| Czerwony                                                              | Nie prekwalifikował się (NPK) |
| Różowy                                                                | Nie ukończył (NU) |
| Różowy                                                                | Niesklasyfikowany (NS) (w klasyfikacji generalnej, gdy nie został sklasyfikowany w żadnym wyścigu sezonu)                                 |
| Czarny                                                                | Zdyskwalifikowany (DK) |
| Czarny                                                                | Wykluczony (WYK/EX) |
| Biały                                                                 | Nie wystartował (NW) |
| Biały                                                                 | Kontuzjowany (K/INJ) |
| Biały                                                                 | Wyścig odwołany (OD/C) |
| Bez koloru                                                            | Został wycofany (WYC/WD) |
| Bez koloru                                                            | Nie przybył (NP/DNA) |
| Bez koloru                                                            | Nie brał udziału w treningach (NT/DNP) |
| Bez koloru                                                            | Nie został zgłoszony (–) |
| Pogrubienie                                                           | Start z pole position |
| Kursywa                                                               | Najszybsze okrążenie wyścigu |
| †                                                                     | Nie ukończył, ale jego rezultat został zaliczony ze względu na przejechanie więcej niż 90% dystansu wyścigu.                              |
| *                                                                     | Sezon w trakcie |
| 1/2/3                                                                 | Punktowana pozycja w sprincie kwalifikacyjnym                                                                                             |
| Lista systemów punktacji Formuły 1                                    | |

| Sezon | Zespół   | Silnik  | Opony | Kierowcy           | 1   | 2   | 3   | 4   | 5   | 6   | 7   | 8   | 9   | 10  | 11  | 12  | 13  | 14  | 15  | 16  | 17  | Pkt. | Msc. |
| ----- | -------- | ------- | ----- | ------------------ | --- | --- | --- | --- | --- | --- | --- | --- | --- | --- | --- | --- | --- | --- | --- | --- | --- | ---- | ---- |
| 1995  | Benetton | Renault | G     |                    | BRA | ARG | SMR | ESP | MCO | CND | FRA | GBR | DEU | HUN | BEL | ITA | POR | EUR | PAC | JPN | AUS | 137  | 1    |
| 1995  | Benetton | Renault | G     | Michael Schumacher | 1   | 3   | NU  | 1   | 1   | 5   | 1   | NU  | 1   | 11  | 1   | NU  | 2   | 1   | 1   | 1   | NU  | 137  | 1    |
| 1995  | Benetton | Renault | G     | Johnny Herbert     | NU  | 4   | 7   | 2   | 4   | NU  | NU  | 1   | 4   | 4   | 7   | 1   | 7   | 5   | 6   | 3   | NU  | 137  | 1    |